# Priodesmus elegans
Priodesmus elegans är en mångfotingart som först beskrevs av Gray 1832.  Priodesmus elegans ingår i släktet Priodesmus och familjen Chelodesmidae. Inga underarter finns listade i Catalogue of Life.